# Josep Vives Bracons
Josep Vives Bracons (Sabadell 1902-1985) fue un artista gráfico, pintor, interiorista, diseñador de mobiliario y promotor cultural de Sabadell.

## Biografía
Hijo de Andreu Vives y Josefina Bracons, nació en el Hotel España de Sabadell, que era propiedad de la familia. Estudió en la escuela francesa de los Maristas y se formó como pintor con Joan Vila Cinca. Al terminar los estudios se dedicó al negocio familiar en paralelo a su producción artística.
Josep Vives se integró en el ambiente artístico de Sabadell de la mano de Antoni Vila Arrufat, con quién fueron buenos amigos y con quién trabajó conjuntamente en algunos proyectos. Participó activamente en los encuentros de cal Llonch, mantuvo relaciones con la Colla de Sabadell y participó en diferentes publicaciones como el Almanac de les Arts publicado el 1924 y 1925. También fue autor de ilustraciones de algunas publicaciones de ediciones la Mirada. 
El año 1926 hizo su primera exposición individual en la Academia de Bellas artes de Sabadell, en la que presentó retratos y bodegones. El mismo año dejó el negocio familiar y entró a trabajar en la empresa de gaseosas La Bohemia.
En los años veinte participó como grabador e ilustrador para las Industrias Gráficas Muntaner en calendarios, programas o folletos. Durante estos años también hizo los tacos xilográficos de ilustraciones de Antoni Vila Arrufat.
Los primeros proyectos como interiorista fue la decoración de su casa, en la utilizó muebles de Josep Badrinas y algunos de diseño propio con influencias del arte déco. El mismo año se encargaría de la decoración interior de la casa del escritor Francesc Trabal, de la saleta de música del industrial Joan Llonch y de la biblioteca de los Maristas de la calle Jardín de Sabadell. Estos encargos le hicieron decidir a dedicarse plenamente a esta ocupación mientras seguía colaborando con Antoni Vila Arrufat. Uno de estos proyectos fue el diseño y el montaje de la Sala de Sabadell en la Exposición Internacional de Barcelona de 1929.
El año 1930 abrió una tienda en la calle Baix de l'Església de Sabadell, conocida como la Galería Vivas, donde exponía mobiliario de diseño propio pero también de otros artistas. Era también un centro de actividad artística en el cual por ejemplo se organizaban exposiciones de joyería y de pintura, con el asesoramiento del marchante Joan Merli.
Poco después, en 1934, fundó la Asociación de Artistas Reunidos de Sabadell (ARS), en la cual expondrían artistas de la ciudad como Pere Elias, Camil Fàbregas, Lluís Molins de Mur, Rafael Salvà o Màrius Vilatobà.
Durante los años treinta, y hasta la Guerra Civil, hizo numerosos proyectos como el despacho del abogado Joan Marí en la calle de Sant Pere, la suite matrimonial de los señores Casals o la casa Guasch. Fue también el responsable del estand del Gremio de Fabricantes de Sabadell en la primera feria de Muestras de Valladolid del año 1935.
La Guerra Civil le obligó a cerrar la tienda y se dedicó a dar clases de dibujo artístico y decorativo en la Escuela Textil de Sabadell, pero después del conflicto pudo retomar la actividad, a pesar de que con una línea más tradicional adaptada a los gustos comerciales del momento. En los años cincuenta, con la llegada de las tendencias funcionalistas, pudo hacer un cambio en sus diseños.
Como diseñador gráfico, destacan entre otros los carteles de la Fiesta Mayor de Sabadell de los años 1936 y 1941.

## Obra en museos y colecciones
El Museo de Historia y el Museo de Arte de Sabadell conservan una veintena de obras que explican las diferentes facetas de su creación artística como pintor, diseñador o moblista.